# Brodnica (Grande Polonia)
Brodnica è un comune rurale polacco del distretto di Śrem, nel voivodato della Grande Polonia.
Ricopre una superficie di 95,86 km² e nel 2006 contava 4 884 abitanti.